# 重头马先蒿
重头马先蒿（学名：Pedicularis dichrocephala）是列当科马先蒿属的植物，是中国的特有植物。分布在中国大陆的云南等地，生长于海拔3,350米至3,450米的地区，多生长在高山草地中，目前尚未由人工引种栽培。